# Karl Josef Bayer
Pour les articles homonymes, voir Bayer.
Karl Josef Bayer (4 mars 1847-22 octobre 1904) est un chimiste autrichien.
Il a donné son nom au procédé toujours utilisé d'extraction de l'alumine à partir de la bauxite. Sa vie fut marquée par ses nombreux voyages à travers l'Europe.

## Son enfance
Bayer est né en Silésie autrichienne, dans la ville de Bielitz. La Silésie était à l'époque intégrée à l'empire d'Autriche. Il passe son enfance dans cette ville.
Pour respecter le souhait de son père, il commence des études d'architecture. Il est cependant plus attiré par les sciences naturelles et la chimie.

## Ses études
En 1867, il arrête ses études d'architecture pour aller à Wiesbaden, dans le laboratoire de chimie de Remigius Fresenius (1818-1897). Il devient chimiste conseil. En 1868, l travaille dans une usine sidérurgique à Charleroi, en Belgique. Pour parfaire ses connaissances, il part en 1869 dans le laboratoire du professeur Robert Wilhelm Bunsen à l'université de Heidelberg. Il entre en contact avec de nombreux chimistes, tels que Dmitri Mendeleïev, Friedrich Beilstein, Henry Bosco, Auer von Welsbach, etc. C'est dans ce laboratoire que sont mises au point avec le physicien Gustav Kirchhoff (1824-1887) les méthodes d'analyses spectroscopiques. Il est également connu pour la découverte de deux métaux, le césium et le rubidium. En juillet 1871, Karl J. Bayer obtient son doctorat pour ses travaux sur l'indium. Sa thèse s'intitule : Contribution à la connaissance de l'indium. Le jury est composé de Koechly (latin), Robert Bunsen et Harmann Kopp (chimie), Reinhard Blum (minéralogie) et Gustav Kirchhoff (physique). Il est nommé assistant auprès de la chaire de chimie générale à l'institut technique de Brünn. Il fonde à Brünn (Moravie – Autriche, actuellement Brno, en République tchèque) en 1873 un laboratoire de recherche et de conseil en chimie.

## La Russie
Il part pour la Russie en 1880 où il restera quatorze ans. Il travaille d'abord à l'usine chimique Schneider à Tentelev près de Saint-Pétersbourg, à l'époque capitale de la Russie. Cette usine produisait des colorants destinés à la teinture de tissus. Il travaille sur des problèmes d'extraction de l'alumine. L'usine utilisait l'alumine pour teindre des toiles de coton, de laine et de soie. L'hydroxyde, de couleur rouge, est mis en solution avec un acide faible. Les toiles sont immergées dans cette solution puis séchées et exposées à la vapeur. L'hydroxyde précipite alors sur les fibres qu'il colore en rouge.
À l'âge de 41 ans, il découvre que l'hydroxyde d'aluminium précipite dans une solution d'aluminate de sodium additionnée d'un peu d'hydroxyde d'aluminium fraîchement extrait. Cette découverte a fait l'objet de ses premiers dépôts de brevet au Royaume-Uni (1888) et en Allemagne (1889). Cette méthode a été immédiatement utilisée et une usine d'extraction de l'alumine est construite à Tentelev (1888).
En 1892, il fait sa seconde découverte : il met en évidence l'extraction de l'alumine contenue dans la bauxite. La réaction, obtenue en chauffant la solution avec de la soude (NaOH), est réalisée dans un autoclave. Une solution d'aluminate de sodium se forme. Il dépose une nouvelle série de brevets.
Il se marie avec Alma von Witte, nièce d'un homme politique russe d'origine allemande qui est brièvement premier ministre après la révolution de 1905.
En 1893, il part travailler dans une usine chimique à Ielabouga, en Sibérie européenne (aujourd'hui au Tatarstan). Il construit une nouvelle usine d'extraction d'alumine. L'alumine est, à l'époque, utilisée en Russie uniquement pour la teinture. L'industrie de l'aluminium est inexistante. Il se rend au Royaume-Uni, en France et aux États-Unis pour mettre en place des usines d'extraction d'alumine. Il travaille par exemple en France dans l'usine de Gardanne, où il côtoie Paul Héroult. Le démarrage de l'extraction à Gardanne est difficile. Ses relations avec Paul Héroult et la Société de Forges (propriétaire de l'usine de Gardanne) ne sont pas bonnes.

## Le retour en Autriche
En 1894, Karl J. Bayer déménage pour s'installer définitivement à Ritzdorf (Basse-Styrie, en Autriche). Il se consacre au développement de l'industrie de l'alumine en Autriche. Il développe une méthode de fabrication de cryolite synthétique. Il travaille pour la mise en valeur de mines de bauxite en Basse-Styrie et en Dalmatie. Faute de moyens, il échoue dans sa tentative d'installation d'une usine d'alumine en Autriche. Il meurt soudainement en 1904, à l'âge de 57 ans. Les usines utilisant ses brevets (à l'exception de deux) cessent de payer les royalties à sa famille. Compte tenu des conditions politiques en Europe à cette époque, elle n'arrivera pas à les poursuivre en justice.
La contribution de Bayer à l'industrie de l'aluminium fut essentielle notamment à travers ces brevets. Son procédé est toujours utilisé.
Bayer parlait six langues : allemand, français, anglais, russe, italien et slovaque. Il a eu cinq enfants. Il possédait une collection de minéraux qui a été exposée à Chicago en sa présence en 1890.

## Médaille Bayer
La médaille Bayer est décernée depuis 1961 par l'Autriche tous les six ans à un chercheur s'étant illustré dans le domaine de l'aluminium.